# Clematis falciformis
Clematis falciformis är en ranunkelväxtart som beskrevs av Joseph Marie Henry Alfred Perrier de la Bâthie. Clematis falciformis ingår i släktet klematisar, och familjen ranunkelväxter. Inga underarter finns listade i Catalogue of Life.